# Nesoleon boschimanus
Nesoleon boschimanus är en insektsart som först beskrevs av Louis Albert Péringuey 1910.  Nesoleon boschimanus ingår i släktet Nesoleon och familjen myrlejonsländor. Inga underarter finns listade i Catalogue of Life.